# Картерис, Габриель
Гэбриэль Энн Картерис (англ. Gabrielle Anne Carteris; род. 2 января 1961 года) — американская актриса и президент Гильдии актёров США, известная своей ролью Андреа Цукерман в первых сезонах телевизионного сериала «Беверли-Хиллз, 90210». В 2011 году Картерис стала президентом Американской федерации работников телевидения и радио, а в 2013 году была избрана вице-президентом Гильдии актёров США.
23 марта 2016 года Картерис вступила в должность президента Гильдии актёров США.

## Личная жизнь
Габриель Картерис родилась в Скотсдэйле, штат Аризона. Её отец, Эрнст Картерис, владелец ресторана, эмигрировал из Греции; мать — риелтор Марлин. У неё есть брат-близнец Джеймс. Их родители-иудеи развелись спустя полгода после рождения детей. Гэбриэль захотела стать актрисой, когда была ещё совсем ребёнком. Все началось с того, что она пошла учиться в балетную школу Сан-Франциско, куда переехала с матерью вскоре после развода родителей. Там Марлин открыла магазин детской одежды. В Калифорнии Габриель училась в школе Марин-Каунти. В 16 лет девушка отправилась в тур по Европе в качестве мима. В 1983 году актриса окончила колледж Сары Лоуренс со степенью по изящным искусствам.
В 1992 году актриса вышла замуж за Чарльза Айзекса (англ. Charles Isaacs), биржевого брокера. В этом браке у пары родились две дочери — Келси (англ. Kelsey) и Молли (англ. Mollie).
17 марта 2008 года в интервью журналу People актриса рассказала о травме, которую она получила во время съёмок фильма в Ванкувере в 2006 году, из-за которой её лицо парализовало на шесть месяцев, а также была затруднена речь. Габриель любит заниматься спортом и благотворительностью.

## Карьера
Чтобы стать актрисой, училась в Лондонской консерватории и Королевской Академии Драматического Искусства.
В 1990 году она получила роль в сериале «Беверли-Хиллз, 90210». Когда по сюжету сериала «Беверли Хиллз» Андреа забеременела, Габриель правда ждала ребёнка. Через год она ушла из сериала, появившись ещё раз в одном эпизоде в 1996 году, а также в финале сериала. Актриса покинула проект, чтобы посвятить себя работе над ток-шоу «Габриель», однако оно не стало успешным и было закрыто после одного сезона в эфире.
В 1995 году Габриель пришла на съемочную площадку фильма с названием «Seduced and Betrayed» (Соблазненная и обманутая).

### Роль в Беверли-Хиллз, 90210
Андреа Цукерман (англ. Andrea Zuckerman) — главный редактор школьной газеты. Она всегда готова защищать свои журналистские убеждения, ищет правду любой ценой, иногда даже задевая чувства друзей. Была влюблена в Брэндона, но, поняв, что тот испытывает к ней лишь дружеские чувства, решила найти себе достойного юношу. Андреа дольше всех была без парня. Она встречалась с республиканцами, афроамериканцами и доцентами, но по-настоящему влюбилась в будущего адвоката Джесса Васкеса, подрабатывающего барменом. Вскоре Андреа родила от него дочь Ханну и уехала из Беверли-Хиллз. Вернувшись в Калифорнию на встречу выпускников, ребята узнали, что счастливая жизнь в браке с Джессом и не была уж такой счастливой. К тому моменту Андреа подала на развод.

## Фильмография

### Кино
| Кино | Кино                  | Кино            | Кино             | Кино        |
| Год  | Название              | В оригинале     | Роль             | Примечания  |
| ---- | --------------------- | --------------- | ---------------- | ----------- |
| 1989 | Стилет                | Jacknife        | Студентка в баре |             |
| 1992 | Воспитание Каина      | Raising Cain    | Нэн              |             |
| 2001 | Замкнутый круг        | Full Circle     | Элис             |             |
| 2001 | Преступная халатность | Malpractice     | Эллен Робертсон  |             |
| 2005 | Игрушечный воин       | The Toy Warrior |                  | озвучивание |
| 2007 | План №7               | Plot 7          | Эми Макарти      |             |
| 2008 | Рябь                  | Dimples         | Шерон            |             |
| 2009 | Отпечаток             | Print           | Кэти             |             |

### Телевидение
| Кино      | Кино                                         | Кино                                   | Кино                                                                       | Кино                    |
| Год       | Название                                     | В оригинале                            | Роль                                                                       | Примечания              |
| --------- | -------------------------------------------- | -------------------------------------- | -------------------------------------------------------------------------- | ----------------------- |
| 1987      | Школьные каникулы с CBS                      | CBS Schoolbreak Special                | Нэнси                                                                      | 1 эпизод                |
| 1987-1988 | Отдыхаем после школы вместе с ABC            | ABC Afterschool Specials               | Сесиль                                                                     | 2 эпизода               |
| 1988      | Другой мир                                   | Another World                          | Трейси Джулиан                                                             | 158 эпизодов            |
| 1990      | Беверли-Хиллз, 90210                         | Beverly Hills, 90210                   | Андреа Цукерман                                                            | 145 эпизодов            |
| 1994      | Гаргульи                                     | Gargoyles                              | Эми Шуммер                                                                 | 1 эпизод                |
| 1995      | Соблазнённая и обманутая                     | Seduced & Betrayed                     | Шерил Хиллер                                                               | телевизионный фильм     |
| 1995      | Благословение                                | Mixed Blessings                        | Диана Гуд Дуглас                                                           | телевизионный фильм     |
| 1995-1996 | Габриель                                     | Gabrielle                              | Ведущая                                                                    | 2 эпизода, ток-шоу      |
| 1996      | Самые смешные свадьбы ситкомов               | TV’s All-Time Funniest Sitcom Weddings |                                                                            | телевизионный фильм     |
| 1996      | Встреча с прошлым                            | To Face Her Past                       | Меган Холландер                                                            | телевизионный фильм     |
| 1996      | Прикосновение ангела                         | Touched By An Angel                    | Эйприл Кэмпбелл                                                            | 2 эпизода               |
| 1996      | Гаргульи: Хроники Голиафа                    | Gargoyles: The Goliath Chronicles      | Эми Шуммер                                                                 | 1 эпизод, озвучивание   |
| 1997      | Джонни Браво                                 | Johnny Bravo                           | Кэрол / Брюнетка / Блондинка / Рыжая / Кричащая женщина / Голос компьютера | 2 эпизода, озвучивание  |
| 1998      | Лодка любви: Новая волна                     | The Love Boat: The Next Wave           | Бренда                                                                     | 1 эпизод                |
| 1999      | Царь горы                                    | King Of The Hill                       | Джули                                                                      | 1 эпизод, озвучивание   |
| 1999      | Здоровяк и мальчик-робот                     | Big Guy & Rusty The Boy Robot          | Доктор Эрика Слейт                                                         | 1 эпизод                |
| 2000      | Бэтмен будущего                              | Batman Beyond                          | Сейбл Торп                                                                 | 1 эпизод, озвучивание   |
| 2001      | Сильное лекарство                            | Strong Medicine                        | Фредди Гозлинг                                                             | 1 эпизод                |
| 2001      | Военно-юридическая служба                    | JAG                                    | Мишель Штёхлер                                                             | 1 эпизод                |
| 2002      | Полиция Нью-Йорка                            | NYPD Blue                              | Лиза Гриффин                                                               | 1 эпизод                |
| 2002      | Для людей                                    | For The People                         | Трейси Смит                                                                | 1 эпизод                |
| 2002      | Погребённые лавиной                          | Trapped: Buried Alive                  | Эмили Купер                                                                | телевизионный фильм     |
| 2002-2003 | Выдуманая жизнь                              | The Surreal Life                       | Играет саму себя                                                           | 6 эпизодов, реалити-шоу |
| 2003      | Агентство                                    | The Agency                             | Жена Джамара Акила                                                         | 1 эпизод                |
| 2003      | Части тела                                   | Nip/Tuck                               | Элли Коллинз                                                               | 1 эпизод                |
| 2003      | Мумия                                        | The Mummy: The Animated Series         | Джейн Шерман                                                               | 1 эпизод, озвучивание   |
| 2004      | Возгорание                                   | Combustion                             | Лори Харпер                                                                | телевизионный фильм     |
| 2005      | Палметто-Пойнт                               | Palmetto Pointe                        | Мама Логана                                                                | 1 эпизод                |
| 2005      | Расследование Джордан                        | Crossing Jordan                        | Дон Магуайр                                                                | 1 эпизод                |
| 2005      | Мститель                                     | A Lover’s Revenge                      | Детектив Спаркс                                                            | телевизионный фильм     |
| 2005      | Добро пожаловать, или Соседям вход воспрещён | Deck The Halls                         | Холли Холл                                                                 | телевизионный фильм     |
| 2006      | Его забытые жёны                             | The Wives He Forgot                    | Актриса на ТВ                                                              | телевизионный фильм     |
| 2006      | Дрейк и Джош                                 | Drake & Josh                           | Доктор Филлис                                                              | 1 эпизод                |
| 2006      | Аватар: Легенда об Аанге                     | Avatar: The Last Airbender             |                                                                            | 1 эпизод, озвучивание   |
| 2008      | Моё алиби                                    | My Alibi                               | Такерман                                                                   | 14 эпизодов             |
| 2008      | Жизненные уловки Дена                        | Dan’s Detour Of Life                   | Синди Форд                                                                 | телевизионный фильм     |
| 2010      | Мыслить как преступник                       | Criminal Minds                         | Нэнси Кэмпбелл                                                             | 1 эпизод                |
| 2011      | Событие                                      | The Event                              | Дайана Геллер                                                              | 1 эпизод                |
| 2011      | Гимнастки                                    | Make It Or Break It                    | Врач                                                                       | 1 эпизод                |
| 2011      | Бэтмен: Отвага и смелость                    | Batman: The Brave & The Bold           | Викки Вейл                                                                 | 2 эпизода, озвучивание  |
| 2011      | Двенадцать Рождественских желаний            | 12 Wishes Of Christmas                 | Сандра                                                                     | телевизионный фильм     |
| 2015-2016 | Реанимация                                   | Code Black                             | медсестра Эми                                                              | Второстепенная роль     |

### Видео-игры
| Кино | Кино                              | Кино                           | Кино       | Кино |
| Год  | Название                          | Роль                           | Примечания |      |
| ---- | --------------------------------- | ------------------------------ | ---------- | ---- |
| 2002 | La Pucelle                        | Анжелик                        |            |      |
| 2002 | Forgotten Realms: Icewind Dale II |                                |            |      |
| 2002 | Minority Report                   | Агата                          |            |      |
| 2003 | Arc the Lad: Seirei no kôkon      | Нафия                          |            |      |
| 2004 | Shout About Movies                | Голос за кадром                |            |      |
| 2006 | Marvel: Ultimate Alliance         | Электра/Волшебница             |            |      |
| 2007 | Spider-Man 3                      | дополнительные голоса          |            |      |
| 2009 | Bionic Commando                   | Джейн «Мэг» Магдалена / Радист |            |      |